# (2060) Хирон
(2060) Хирон, 95P/Chiron (лат. Chiron) — астероид из группы кентавров, который принадлежит к тёмному спектральному классу B и является первым идентифицированным членом из нового класса объектов, орбиты которых находятся в промежутке между орбитами Юпитера и Нептуна. Астероид был обнаружен 1 ноября 1977 года американским астрономом Чарльзом Ковалем в Паламарской обсерватории и назван в честь кентавра Хирона из древнегреческой мифологии. МАС было решено, что и все другие объекты этого класса будут называться в честь кентавров.

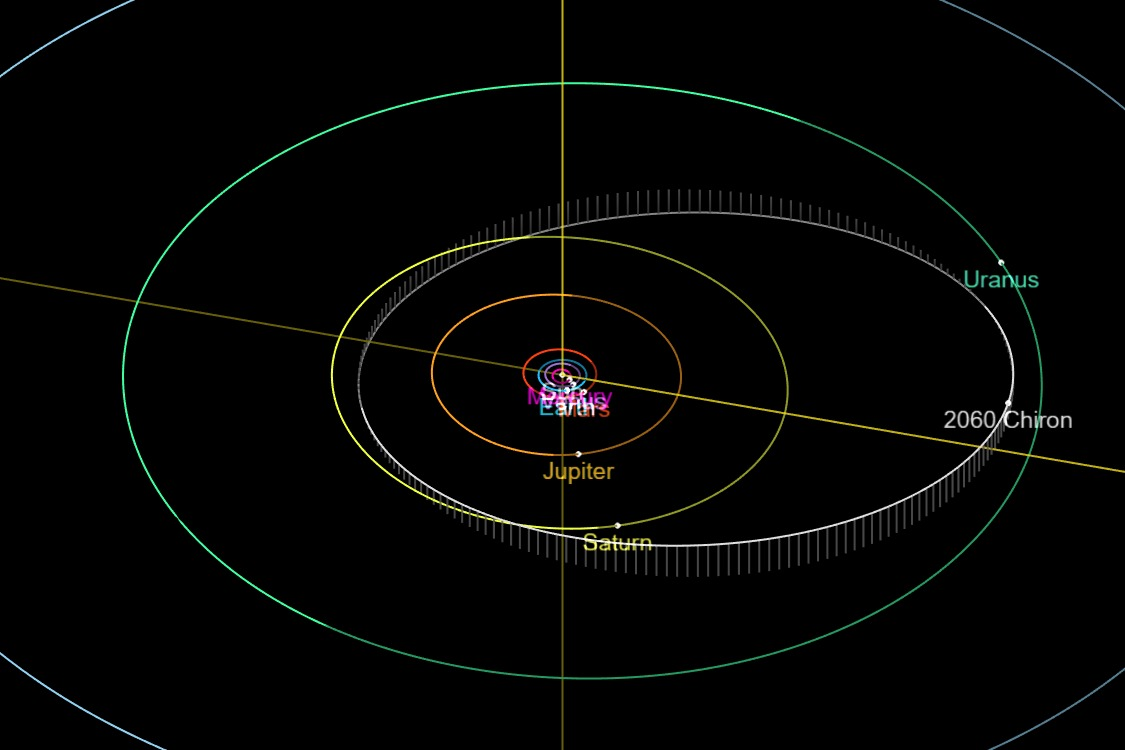
Орбита кентавра Хирон и его положение в Солнечной системе

Хотя первоначально Хирон классифицировался как астероид и имел обозначение «(2060) Хирон», в 1988 году у него впервые были обнаружены признаки кометной активности, что позволило идентифицировать его как короткопериодическую комету и присвоить обозначение «95P/Хирон». В результате, сейчас он является одним из немногих объектов, относящихся сразу к двум различным классам.
Алан Стерн из Юго-Западного исследовательского института (США) в рамках проекта НАСА «Discovery Program» по исследованию Солнечной системы, в 2019 году высказал предположение отправить к (2060) Хирон миссию АМС «Кентавр», которая также должна будет посетить некоторые другие кентавры, а также комету 29P/Швассмана-Вахмана 1.

## История наблюдений
(2060) Хирон был открыт 18 октября 1977 года с помощью 122-сантиметрового телескопа Шмидта. В тот же день были обнаружены более ранние снимки этого объекта от 11 и 12 октября. Чарльз Коваль описал его как слабый объект 18 m звёздной величины и отметил его чрезвычайно медленное движение на фоне звёзд, едва ли больше, чем у Урана. Позднее выяснилось, что астероид был обнаружен вблизи своего афелия и на момент открытия был самой удаленной из известных малых планет.
Дальнейшие изыскания позволили идентифицировать объект и на более ранних снимках, вплоть до 1895 года, которые в сочетании со снимками Паломарской обсерватории 3 и 4 ноября помогли британскому астроному Брайану Марсдену уже к 8 ноября рассчитать первый вариант орбиты Хирона. Орбита Марсдена была основана на предполагаемом низком эксцентриситете и указывала дату перигелия 25 июня 1946 года, расстояние перигелия 15,84 а. е. и орбитальный период 66,1 года. Дальнейшие наблюдения, полученные до 13 ноября, показали, что объект, вероятно, только что миновал афелий, и новая орбита была вычислена Марсденом, что позволило Ковалю найти изображения объекта на фотопластинках 10 и 11 сентября 1969 года. Марсден предсказал, что вблизи перигелия объект может достигать магнитуды 14,5 m. Что сподвигло исследователей на поиск ещё более ранних изображений, в частности во время предыдущих проходов перигелия в 1945 и 1895 годах. Эти поиски увенчались успехом: Хирон неоднократно попадал в объективы телескопов различных обсерваторий по всему миру: 23 января 1941 года и 8 марта 1943 года (Блумфонтейн 15,0 m), 23 августа 1952 года (POSS 17,0 m), 17 ноября, 16 декабря 1976 года, а также 24 апреля 1895 года (Ок-Ридж). Хотя Хирон является довольно крупным объектом и в перигелии должен был быть достаточно ярким, оборудование середины прошлого века было мало чувствительно к столь медленно движущимся объектам, а самих наблюдений в тот год было проведено очень мало, что и не позволило обнаружить его ранее. Все эти позиции позволили Марсдену ещё больше уточнить свою орбиту, которая выявила дату следующего перигелия 19 февраля 1996 года, расстояние перигелия 8,51 а. е. и орбитальный период 50,68 лет.

## Орбитальные характеристики

Хаотическое движение кентавра (2060) Хирон относительно Сатурна (белая точка на 10 часов) и орбиты Юпитера (синяя)

Хирон вызвал очень большой интерес, поскольку это был первый объект, обнаруженный на такой орбите, далеко за пределами пояса астероидов. Хирон классифицируется как кентавр, первый из класса объектов, вращающихся между внешними планетами. Сильная вытянутость орбит приводит к тому, что кентавры зачастую пересекают орбиты сразу нескольких планет-гигантов, что увеличивает вероятность опасного сближения с ними. В свою очередь, гравитационное влияние крупных планет приводит к частому, порой радикальному, изменению орбит кентавров. В частности, гравитационное влияние крупной планеты может забросить кентавр во внутреннюю часть Солнечной системы, превратив его в комету, а может и, наоборот, выбросить его за пределы системы. Математическое моделирование, свидетельствует о том, что время существования кентавра на одной орбите измеряется всего несколькими миллионами лет.
К примеру, было обнаружено, что перигелий орбиты Хирона (е=0,37) находится непосредственно внутри орбиты Сатурна, а афелий — непосредственно за пределами перигелия Урана. Подобная орбита предполагает возможность тесных сближений с Сатурном и потому не является устойчивой в масштабах миллионов лет. Данные математического моделирования орбиты свидетельствует о том, что на своей нынешней орбите Хирон оказался сравнительно недавно, после одного из таких сближений в мае 720 года, когда он прошёл всего в 0,204 ± 0,013 а. е. (30,5 ± 2,0 млн км) от Сатурна. Во время этого прохождения Сатурн вызвал сильные гравитационные возмущения орбиты Хирона, что привело к уменьшению большой полуоси орбиты с 14,55 ± 0,12 а. е. до нынешних 13,7 а. е.. Напротив, из-за разницы в наклонах орбит между Хироном и Ураном и большей удалённости от Солнца, влияние Урана на орбиту Хирона несколько меньше, чем у Сатурна, а сами сближения происходят намного реже. Вполне возможно, что орбита Хирона эволюционирует в близкий орбитальный резонанс 2:1 с орбитой Сатурна в течение следующих 10 000 лет.
Принято считать, что Хирон, как и другие кентавры, происходит из пояса Койпера.

## Физические характеристики

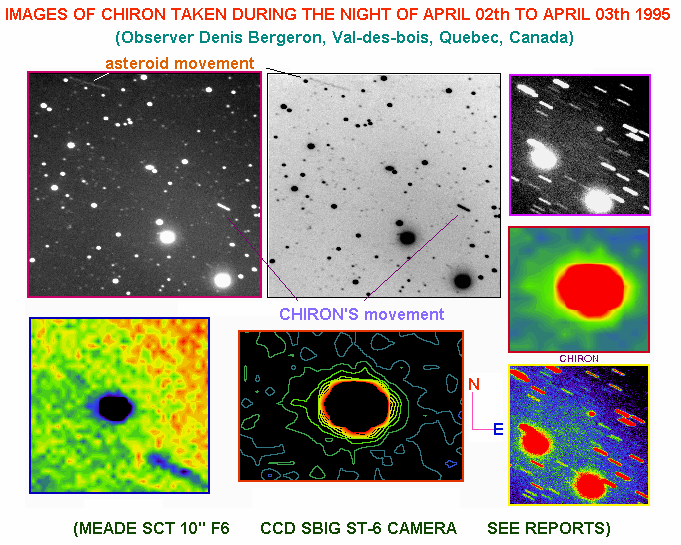
Фотографии кентавра (2060) Хирон, полученные в ночь со 2 на 3 апреля 1995 года

В декабре 1980 и феврале 1981 года американские астрономы J. Degewij, D. P. Cruikshank и R. W. Capps провели подробные спектральные исследования астероида с помощью инфракрасного телескопа обсерватории Мауна-Кеа, они измерили среднюю яркость и цвет астероида и пришли к выводу, что несмотря на расположение Хирона в области ледяных планет-гигантов, вода вовсе не является доминирующим материалом в составе его поверхности. Как оказалось, видимый и ближний инфракрасный спектр Хирона нейтрален и аналогичен спектру астероидов класса C, что предполагает тёмный каменистый материал в составе поверхности.
Размеры объекта определяются на основании абсолютной величины и альбедо, но в случае с Хироном это очень сложно, поскольку изменчивая кометная активность не позволяет однозначно оценить эти параметры. Ясно только, что размеры астероида довольно значительны. В прессе его даже успели окрестить «девятой планетой». В 1984 году Лебофски оценил диаметр Хирона примерно в 180 километров, оценки 1990 года были ближе к 150 км. Данные космического телескопа Спитцера в 2007 году и космической обсерватории Гершеля в 2011 году показывают, что диаметр Хирона составляет 218 ± 20 км, что делает его сравнимым по размеру с другим кентавром (10199) Харикло. Так что однозначно размеры определить пока не удаётся.
Период вращения же, напротив, определён весьма точно. Данные четырёх измерений кривых блеска, полученных с 1989 по 1997 год практически полностью совпадают и определяют период обращения в 5,918 часа с небольшим колебанием яркости от 0,05 до 0,09 m, что указывает на сферическую форму объекта.

### Кометная активность
Впервые о возможной двойственной природе данного объекта высказался сам первооткрыватель ещё в 1978 году, тогда же он предложил присвоить ему имя Хирон, — кентавра, получеловека, полуконя, что вполне отражало двойственную природу объекта (астероид/комета). Повторно об этом 24 февраля 1988 году заявил американский астроном Дэвид Толен, который обнаружил резкое необъяснимое увеличение яркости объекта на 0,7 m всего за три дня наблюдений 20, 21 и 22 февраля 1988 года. При этом отметил, что не выявил никаких признаков комы или изменения спектра, но призвал других астрономов к наблюдению за этим объектом. В сентябре того же года была зафиксирована повторная вспышка, характеризовавшаяся увеличением яркости сразу на 1,05 m звёздной величины, но никаких выбросов по-прежнему выявлено не было. Тем не менее, подобное поведение уже характерно скорее для комет, чем для астероидов.
Наконец, 11 апреля К. Дж. Мичу и М. Дж. С. Белтону удалось зафиксировать появление комы, которая простиралась на 5 " угловых секунд к юго-востоку, наблюдения 29 декабря 1989 года показали, что она простирается уже на 10 " угловых секунд к северо-западу, а ещё позднее в 1993 году у Хирона появился полноценный хвост. Наличие комы, а тем более хвоста, указывает на наличие в его составе легколетучих веществ вроде метана и цианида, поскольку вода не может сублимироваться на таком удалении от Солнца. Крайне незначительное наличие воды в составе комы является характерным отличием Хирона от других комет. В 1995 году был обнаружен монооксид углерода. Расчёты показали, что скорость его испарения вполне позволяла сформировать наблюдаемую кому. Поскольку Хирон был обнаружен вблизи своего афелия, а кома начала проявляться лишь ближе к перигелию, то это вполне объясняет почему подобную кометную активность не удавалось обнаружить ранее. Тот факт, что Хирон всё ещё активен, в очередной раз подтверждает, что он попал на свою нынешнюю орбиту сравнительно недавно. В 1996 году, после прохождения перигелия, кома исчезла. В следующий раз Хирон пройдёт перигелий 3 августа 2046 года.
Хирон официально обозначается и как комета, и как астероид, что указывает отсутствие чёткой границы между этими двумя классами объектов. Иногда также используется термин «протокомета». Будучи, по некоторым данным, порядка 206 км в поперечнике, Хирон необычайно велик для ядра кометы, которые даже у самых ярких комет, обычно не превышают нескольких километров. Хирон во многом уникальный объект, поскольку помимо класса астероидов-кентавров, является ещё и родоначальником комет одноимённого семейства с TЮпитер > 3; a > aЮпитер. Другими кометами семейства Хирона являются: 39P/Отерма, 165P/LINEAR, 166P/NEAT и 167P/CINEOS. Есть также не кентаврианские астероиды, которые также классифицируются как кометы (4015) Вильсон — Харрингтон, (7968) Эльст — Писарро и (118401) LINEAR.
Со времени открытия Хирона были открыты и другие кентавры, и почти все они в настоящее время классифицируются как малые планеты, но наблюдаются на предмет возможного проявления кометной активности. Одним из таких астероидов является кентавр (60558) Эхекл, который с 2005 года имеет кометное обозначение 174P/Эхекл, а также другой кентавр — (52872) Окироя, которая в начале 2008 года в перигелии также значительно посветлела.

## Кольца

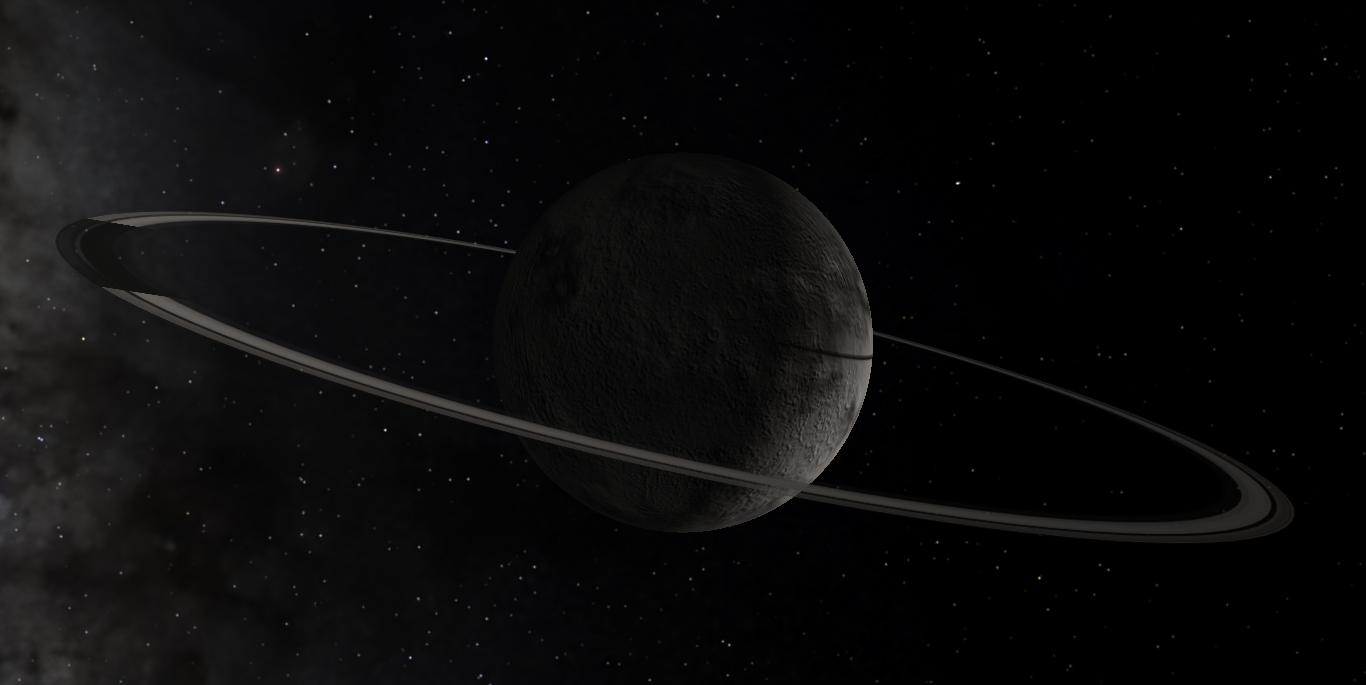
Изображение Хирона с кольцами

Долгое время много вопросов у астрономов вызывали аномалии яркости, выявленные во время прохождения Хирона на фоне звёзд 7 ноября 1993, 9 марта 1994 и 29 ноября 2011 года. Ранее их объясняли как результат проявления кометной активности, однако, в 2015 году группа испанских астрономов под руководством Хосе Луиса Ортиса сделала предположение о возможном наличии колец вокруг данного объекта, которые имеют достаточно резкие границы и располагаются в радиусе 324 ± 10 км от центра кентавра. Подобное предположение выглядит довольно правдоподобным, поскольку ранее кольца уже были обнаружены у другого крупного кентавра (10199) Харикло.
Данная интерпретация имеет несколько сильных доводов в свою пользу: во-первых, изменяющийся внешний вид при различных углах обзора может в значительной степени объяснять долгосрочное изменение яркости Хирона, а следовательно и его размеры; во-вторых, предположение о том, что водяной лёд находится исключительно в кольцах, очень хорошо объясняет изменение интенсивности инфракрасных линий поглощения водяного льда в спектре Хирона, включая их исчезновение в 2001 году (когда кольца могли быть повёрнуты ребром к земному наблюдателю); в-третьих, геометрическое альбедо колец Хирона, согласуется с тем, что используется для объяснения долгосрочных вариаций его яркости.